# Ruthalicia
Ruthalicia — рід квіткових рослин родини гарбузових.
Його рідним ареалом є Західна та Західна Центральна Тропічна Африка.
Види:
- Ruthalicia eglandulosa (Hook.f.) C.Jeffrey
- Ruthalicia longipes (Hook.f.) C.Jeffrey